# Elias Bogan
Pour les articles homonymes, voir Bogan (homonymie).
Elias Bogan est un personnage de fiction, ennemi des X-Treme X-Men dont on ignore l'origine. Il a été créé par Chris Claremont et Salvador Larroca.
Il aurait inspiré le tout premier Club des Damnés, ce qui suppose qu'il a plus de 100 ans. À cause de son âge il est forcé de prendre possession de corps d'autres mutants. Il a utilisé le corps de Marvel Girl (la fille de Jean Grey dans un monde parallèle) pour combattre l'équipe de Tornade. Mais il fut vaincu et séparé du corps de Marvel Girl lorsque le joyau qui le maintenait fut détruit. Puis il fut battu lors d'un dernier combat. Par la suite il revint tenter de reprendre possession de Marvel Girl lorsqu'elle infiltra le Club des damnés. Mais il fut de nouveau terrassé. 
L'étendue de ses pouvoirs est inconnue. C'est notamment un télépathe.